# Сёр-Рана
Сёр-Рана (норв. Sør-Rana) — бывшая коммуна в фюльке Нурланн, Норвегия.
Коммуна была отделёна от Хемнеса 1 июля 1929 года. Население на тот момент составляло 1 708 человек.
1 января 1964 года, район, расположенный к северу от Ранфьорда с населением в 697 жителей, был объединён с городом Му-и-Рана, коммуна Нур-Рана и часть коммуны Несна образовали новую коммуну Рана. Оставшаяся часть Сёр-Рана с 934 жителями, была обратно присоединена к коммуне Хемнес.